# 美術 (職業)
美術（びじゅつ）は、実写のテレビ番組や映画（テレビ映画、ビデオ映画）、舞台等のスタッフ、職能である。特に舞台における美術は舞台美術という。
なお、アニメーションの「美術」については、背景#背景美術を参照。
美術を担当する部門を美術部（Art Department）という。欧米と日本ではプロダクション・デザイナーの有無など一般的な美術部の構成が異なる。日本の場合、元来の撮影所の組織上、戦前は撮影部と呼んだ製作部の下に美術課があり、美術係に美術デザイナーとその助手（美術助手）、装置係に装置の作り手（大道具）がおり、背景係に背景の描き手、装飾係（小道具）に装飾・持ち道具の係がいた。

## 美術デザイナー
美術デザイナー（びじゅつデザイナー）は、美術全般のデザインを施す表現者であり統括的職能である。美術監督（びじゅつかんとく）とも呼ぶ。
欧米の映画制作の場合、中規模以上の映画作品ではデザインや図面を描くプロダクション・デザイナー（production designer）と美術監督（art director）は別々になっていることが多いが、低予算作品ではプロダクション・デザイナーを美術監督が兼務することが多い。日本の映画制作ではこれらの区別はなく通常は美術監督のみを置いている。
美術デザイナー・美術監督は、装置（セット）のデザインを描いて設計し、ロケーション撮影の場合でも、装置・装飾を行うのでそのデザインを描く。装置部・背景部、あるいは装飾部は、このデザイン画・設計図をもとに装置を組み立て、背景を描き、装飾物を用意、セッティングを行う。美術デザイナー・美術監督は、撮影技師（撮影監督）、照明技師、録音技師、編集技師、スクリプターとともにメインスタッフを構成する。
美術デザイナーが、日本映画において「美術」としてクレジットされるようになったのは、1918年（大正7年）ころの日活向島撮影所での革新映画のムーヴメントによる。美術デザイナーの草分けである亀原嘉明は、1922年（大正11年）、田中栄三監督の『京屋襟店』のセット撮影において、グラスステージいっぱいに呉服店のセットを築いた。
元来、美術デザイナーは美術課の美術係員であり、現在、映画製作会社映像京都の代表を務める西岡善信や、内藤昭らはかつて大映京都撮影所ではこの美術係に属した。
映画・テレビの美術デザイナー、美術監督の職能団体は、1939年（昭和14年）に前身の日本映画美術監督協会が設立された日本映画・テレビ美術監督協会である。
美術助手（びじゅつじょしゅ）は、美術デザイナーの助手である。欧米の映画制作では美術監督とともに作業の手配や予算管理を担当するコーディネーター（Art Department Coordinator）が置かれることもある。

## 大道具
大道具（おおどうぐ）は、セットを組み立てる職能である。装置（そうち）、そのパートを装置部（そうちぶ）と呼び、セットの背景を描く係は背景（はいけい）、そのパートを背景部（はいけいぶ）と呼ぶ。
パネルと呼ばれるベニヤ板を補強したものに壁紙や着色で一面だけ仕上げた壁を組み合わせて部屋や外壁、コンクリート塀などに見せかける。バラエティ番組やニュース番組の背景。棚やカウンター等造り付けの家具も含まれるが、既成の家具は装飾部が用意する。一般的な大工は、壊れない物を作り上げることに対し、大道具は建て込んだセットの撤収を前提にしていることである。再びパネル等の状態に戻し、他の場所で使ったりする。
元来、日本の撮影所においては、美術課に属する装置係、背景係であった。スタッフは、撮影所の社員かそれに準ずる契約スタッフが構成していたが、部門分社化、アウトソーシングが早くから進んだ。現在でも「装置部」「背景部」と呼ぶのは部署名の名残である。東映東京撮影所では、一時、東映美術センターとして分社化していたが、現在は撮影所の組織に美術部として復帰している。
大道具、装置部のうち、スタジオ付ではなく、撮影クルーに属してロケーション撮影にも同行するスタッフを組付（くみづき）と呼ぶ。
欧米の映画制作の美術部ではセットの建設・設営はセット建築（Set Construction）が担当している（Set Constructionに大道具の訳をあてることもある）。セットの設計はドラフトマン（Draftsman）の仕事であるが、日本では大道具がすべて担当している。また、欧米ではセット以外の担当もFixture man（照明取付担当）、Greensman（植物担当）のように役職が細分化されており日本とは組織が異なる。
映画の場合だと家屋やビルディングをまるごとに近い形で建てたり、劇場でも大規模なオペラなどでは3層、4層のバルコニーが建てこまれたりすることもあり、建築技術も要求される。

## 小道具
小道具（こどうぐ）は、家具や雑貨、俳優の携行品（持ち道具）などを用意する職能である。装飾（そうしょく）、そのパートを装飾部（そうしょくぶ）と呼ぶ。
多くの場合、劇中に登場する本やポスター・新聞などの紙媒体や簡単な造形物は「作り物」と呼ばれており、装飾部が製作を担当する。俗にヨゴシ等と呼ばれ、家具や家電、雑貨などで生活感を演出する。腕時計や携帯電話などは持道具（もちどうぐ）、それ以外の小道具を装飾と呼んで区別する。制作会社やスタジオによっては、例えば警官隊の拳銃、ヘルメットは小道具で、ホルスター、ブーツは衣装という特殊なテリトリー分けをしていることもある。衣裳合わせにおいては、衣裳部の用意する衣裳と同時に、配役の持ち道具を用意する。
日本のテレビドラマの場合は、小道具の分野でもスポンサーに左右されやすいため、他のジャンルよりも日用品メーカー、洗剤メーカー、家電メーカー、自動車メーカーがスポンサーに付きやすくなっている。かつて、原則一つの通信事業者からの端末提供が主のフィーチャーフォンの時には意匠権の関係上、携帯電話の通信事業者もスポンサーに付きやすく、通信事業者がスポンサーに無い枠の場合は、通信事業者から製造を委託している家電メーカーからも携帯電話を仕入れることがあった。やがてスマートフォンの時代へと移り変わり、複数の携帯電話会社から同一端末を提供することも珍しくなくなり、通信事業者が合同で持つ意匠権が製造メーカーのみに留まったため、携帯電話の通信事業者がテレビドラマの放映枠から姿を消し、それに替わってApple、Galaxy、Google Pixel、ファーウェイ、Xiaomi、OPPOといった携帯電話メーカーがスポンサーに付きやすくなっている。
韓国ドラマの場合、大韓民国のテレビ番組における間接広告が解禁された2010年以降、実在のブランドがそのまま表記されるようになっている。ただし、番組終了後のクレジットタイトルの冒頭にロゴタイプで表記されている製作協力スポンサーのものに限られている。携帯電話会社（製造メーカー、通信事業者は問わない）が製作協力スポンサーの場合は、着信音に実際の携帯電話にデフォルトで入っているものが使われている。それ以前の間接広告規制期間やそれらに該当しないものは、架空のブランド（仮想広告）を用いられてている。
元来、日本の撮影所においては、美術課に属する装飾係であった。スタッフは、撮影所の社員かそれに準ずる契約スタッフが構成していたが、部門分社化、アウトソー
シングが早くから進んだ。現在でも「装飾部」と呼ぶのは部署名の名残である。
欧米の映画制作では小道具制作はProperty Masterという。小道具制作に代わって美術関連や装飾関連の道具類を調達する担当はバイヤーという（配給会社のバイヤーとは異なる）。また欧米の映画制作の美術部ではSwing Gangと呼ばれる家具等の備品の搬入と搬出のみを行う担当がいる。これらとは別に美術部から独立してプロダクション・デザイナーの指示で道具類を調達する担当もおりプロップマスター（Property Master）という。

## 特殊美術
特殊美術（とくしゅびじゅつ）は、既製品が無いもしくは入手が困難な物を作る仕事。
着ぐるみ、フリップ、模型、レプリカなど。
報道番組に登場する政治家の人形、事故現場のモデル、簡単なジオラマなども含まれる。
特撮やSFXもこの区分に入る物がある。

### 美術制作関連
- 日芸
- アックス
- NHKアート
- オフィスハラ
- テレビ朝日クリエイト
- 日本テレビアート
- フジアール
- テレビ東京アート
- ジョイアート

### 大道具関連
- 金井大道具
- 東宝舞台
- 俳優座劇場舞台美術事業部
- 東宝映像美術
- 吉田美術コマーシャルくなどこ
- エス・ピー・ディー明治
- チトセアート
- ダダ
- つむら工芸
- 大泉美術
- 松下美術背景 - 背景部

### 小道具関連
- テレフィット
- 東京美工
- 装美社
- 大晃商会
- 高津装飾美術
- 高津商会
- 藤波小道具
- 京映アーツ
- 山崎美術

### 特殊美術関連
- 光子館
- ハウンテッド
- ヒルマモデルクラフト